# Convenções cartográficas
Convenções cartográficas são uma série de símbolos aceitos internacionalmente e criados pela necessidade de reproduzir um objetivo em um mapa, como, por exemplo, elementos naturais. Sendo assim, são símbolos utilizados para representar e localizar diversos lugares, bem como construções, ouro, prata, cobre, entre outros. Por isso, um mapa geralmente pode ser compreendido independentemente do país em que foi produzido.
Os símbolos (figuras, desenhos, cores, linhas, tracejados, trajetos,contornos)  dispostos no mapa têm a finalidade de reproduzir as características de um determinado lugar. Os rios, lagos, mares e oceanos, por exemplo, são representados pela cor azul; os aeroportos, com desenhos de avião; as florestas e matas, em geral, na cor verde; as rodovias, com linhas e traços. Os significados desses símbolos, ou seja, dessas convenções, são explicados no mapa por meio de uma relação chamada legenda continental. 